# نظرية الحقل الموحد

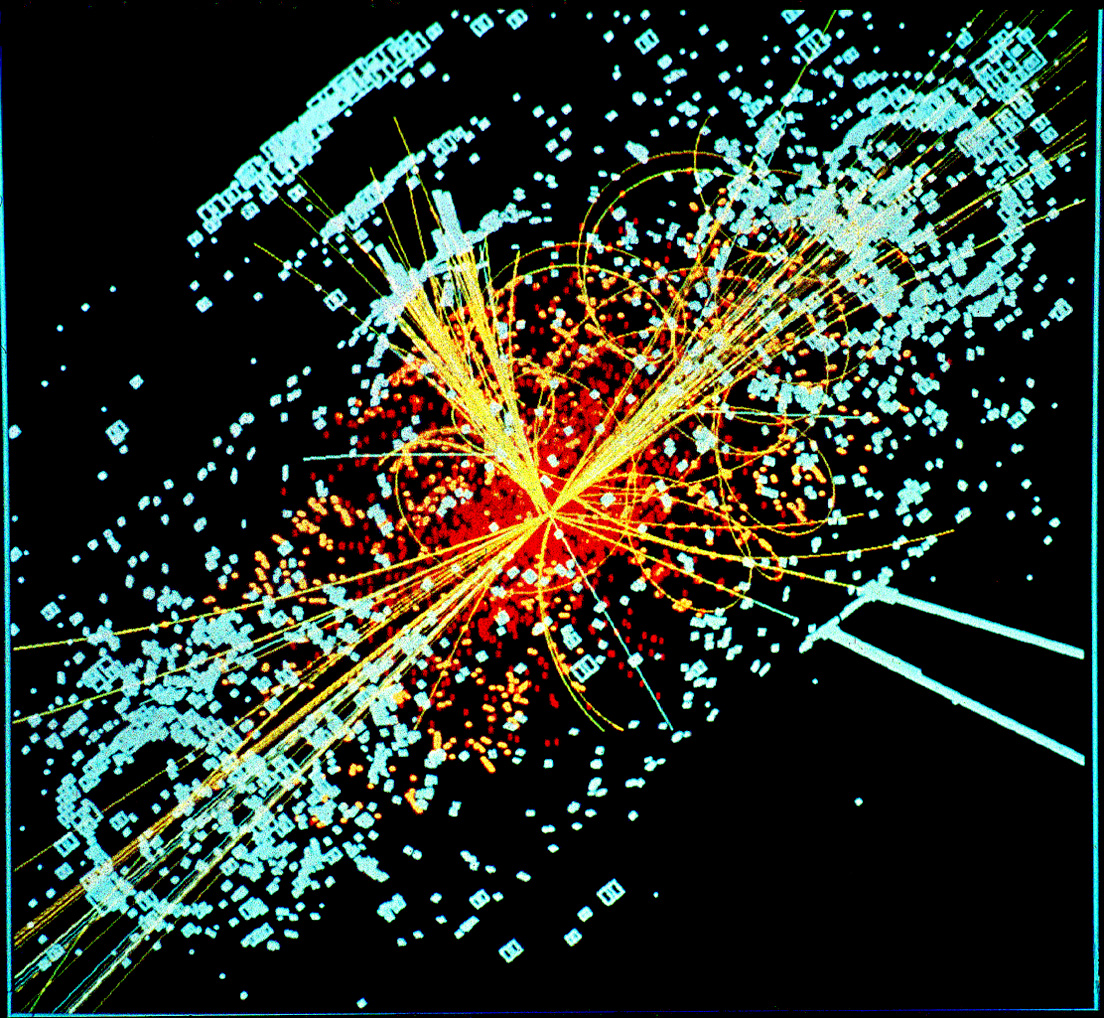

## فكرة مبسطة عن النظرية
في الفيزياء : نظرية الحقل الموحد أو Unified Field Theory هي أحد أشكال نظرية الحقل التي تسمح لكل القوى الأساسية بين الجسيمات الأولية بأن تكتب بدلالة حقل وحيد. وحتى الآن لا توجد نظرية حقل موحد مقبولة بعد ، مما يجعلها مجالا مفتوحا للأبحاث والدراسات. ولقد تمت صياغة المصطلح الأساسي للنظرية من قبل ألبرت أينشتاين في محاولة لتوحيد نظرية النسبية العامة مع الكهرومغناطيسية. ترتبط هذه النظرية بشكل وثيق مع نظرية كل شيء ، لكن نظرية كل شيء تختلف بعدم تطلبها الأساس الطبيعي للحقول ، كما إنها تحاول أن تشرح كل ثوابت الطبيعة.
تدرس هذه النظرية في ارتباطها مع النظرية الكمومية ، كما تمت محاولات سابقة تستند إلى الفيزياء الكلاسيكية تتم مناقشتها في نظرية الحقل الموحد الكلاسيكية.

## وصلات خارجية
- PBS: NOVA
- http://arxiv.org/html/physics/9908024